# Roger Grimau
Roger Grimau Gragera (Barcelona, 14 de julio de 1978) es un exjugador y entrenador de baloncesto español que disputó 17 temporadas en la liga ACB. Con 1,96 metros de estatura, jugaba en la posición de escolta. Es el mediano de una saga de hermanos baloncestistas formado por Jordi (1983) y Sergi (1975).

## Trayectoria deportiva

### Profesional
[actualizar]
El 1 de julio de 2011 se hizo público que después de 8 temporadas, el jugador no renovaría para el FC Barcelona. Una semana después fichó por dos temporadas por el Bilbao Basket.
[actualizar]
En julio de 2015 anunció que se retiraba, tras 17 años en la élite.

### Selección nacional
Internacional absoluto con la selección española, participó en la consecución de la medalla de plata en el Eurobasket de 2003 celebrado en Suecia, y en la medalla de oro conseguida en los Juegos del Mediterráneo del año 2001, celebrados en Túnez.

### Entrenador
Después de retirarse, en la temporada 2015-16 comenzó su carrera como entrenador como asistente en el club amateur de la Lliga Catalana CB Sant Just. Un año después, fichó por el club JAC Sants de la Liga EBA para su primera experiencia como entrenador.
El 26 de junio de 2023 se confirma que se hace cargo del banquillo del FC Barcelona firmando por dos temporadas, sustituyendo a Šarūnas Jasikevičius en el puesto. Tras una temporada, en junio de 2024, es despedido.
El 5 de noviembre de 2024, firma como entrenador del CS Dinamo București de la Liga Națională por tres temporadas. Pero tras una floja primera temporada, con 9 victorias por 16 derrotas, hicieron que el 1 de abril de 2025 fuera destituido.

## Estadísticas
| Temporada - Liga | Equipo                  | P  | Min   | Pts. | % 3PTS | % 2PTS | % TL | R Of. | R. Def. | RT  | Asis | Rob | Err | FP  | Tap | Efi  |
| ---------------- | ----------------------- | -- | ----- | ---- | ------ | ------ | ---- | ----- | ------- | --- | ---- | --- | --- | --- | --- | ---- |
| 2008-2009 \| ACB | Regal Barcelona         | 31 | 17:35 | 6.3  | 46     | 31     | 76   | 0.3   | 1.7     | 2   | 1.7  | 0.7 | 1   | 2.6 | 0   | 5.1  |
| 2007-2008 \| ACB | AXA FC Barcelona        | 37 | 20:09 | 9.8  | 40     | 60     | 82   | 0.6   | 2       | 2.6 | 1.8  | 0.8 | 1.8 | 3   | 0.2 | 9.2  |
| 2006-2007 \| ACB | Winterthur FC Barcelona | 41 | 12:40 | 4.2  | 33     | 51     | 87   | 0.5   | 1.1     | 1.6 | 1    | 0.4 | 1.2 | 2.3 | 0.1 | 3.1  |
| 2005-2006 \| ACB | Winterthur FC Barcelona | 32 | 11:47 | 3.8  | 19     | 55     | 77   | 0.6   | 0.9     | 1.5 | 1.1  | 0.6 | 0.6 | 2.4 | 0.1 | 3.2  |
| 2004-2005 \| ACB | Winterthur FC Barcelona | 32 | 12:32 | 4.8  | 49     | 48     | 72   | 0.2   | 1       | 1.2 | 0.9  | 0.6 | 0.7 | 1.9 | 0.1 | 4    |
| 2003-2004 \| ACB | F. C. Barcelona         | 28 | 19:22 | 7    | 20     | 56     | 71   | 0.7   | 2.2     | 2.9 | 1.2  | 1.1 | 1.6 | 2.8 | 0.1 | 6.3  |
| 2002-2003 \| ACB | Caprabo Lleida          | 26 | 28:20 | 14.3 | 34     | 55     | 82   | 0.7   | 2.7     | 3.4 | 2.9  | 1.5 | 2.9 | 3.4 | 0.4 | 14.8 |
| 2001-2002 \| ACB | Caprabo Lleida          | 34 | 27:09 | 14   | 31     | 50     | 85   | 0.6   | 2.6     | 3.2 | 2.1  | 1.4 | 1.8 | 3.1 | 0.2 | 13.5 |

## Logros y reconocimientos
- Euroliga (1): 2010.
- Liga ACB (3): 2004, 2009, 2011.

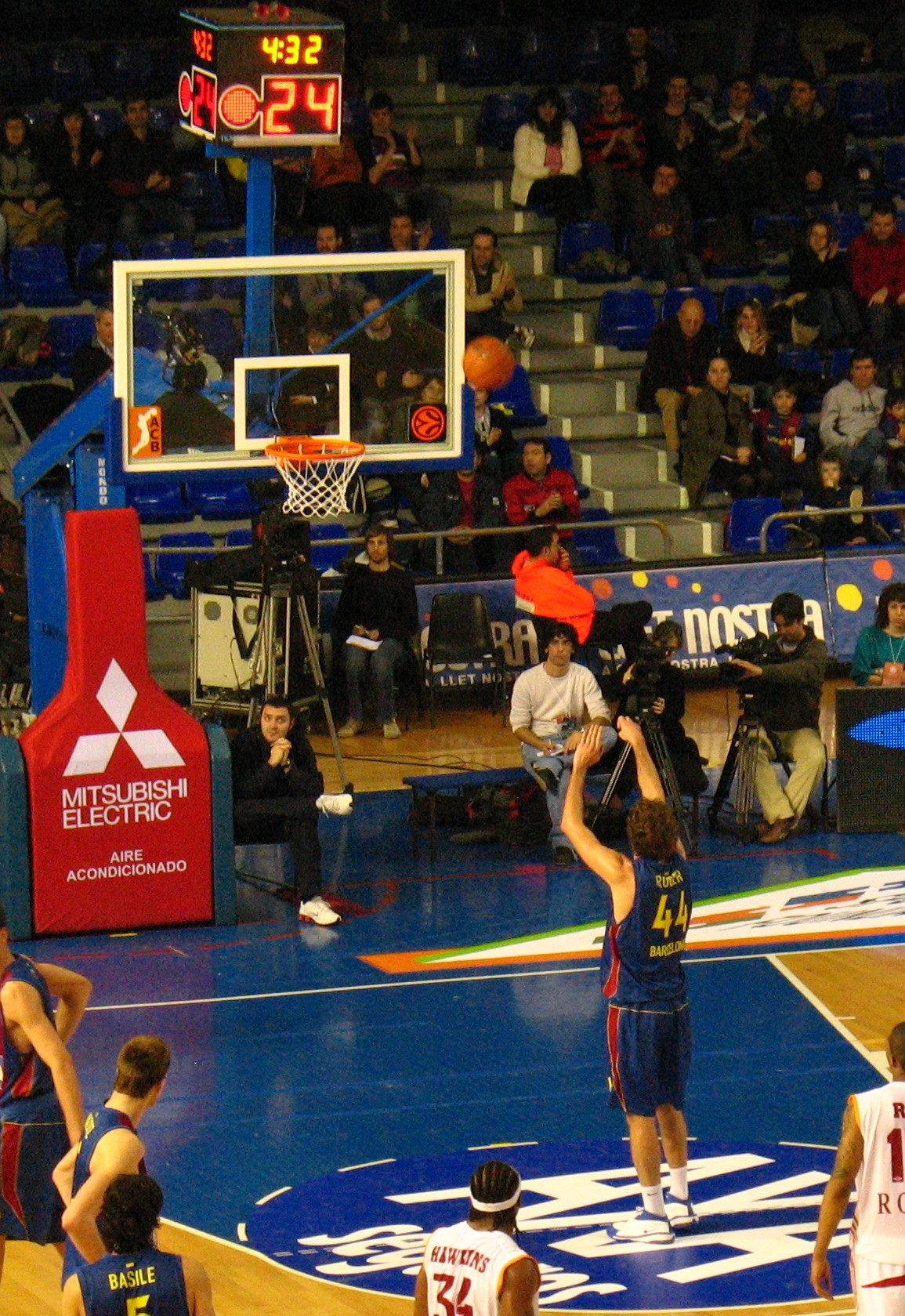
Roger Grimau lanzando un tiro libre en un partido de Euroliga entre el FC Barcelona y el Lottomatica Roma en febrero de 2008.

- Copa del Rey (3):  2007,  2010, 2011.
- Supercopa de España (3): 2004, 2009, 2010.
- Liga LEB (1): 2000-01.